# 斯文·约翰松 (体操运动员)
斯文·约翰松（瑞典語：Sven Johnson，1899年9月12日—1986年7月7日），生于北雪平，瑞典男子体操运动员。他曾获得1920年夏季奥林匹克运动会体操比赛男子团体瑞典式金牌。

## 生平
1986年在斯克尔布拉卡去世，享年86岁。